# Една-Бей (Аляска)
Една-Бей (англ. Edna Bay) — місто (англ. city) в США, в окрузі Принс-оф-Вейлс-Гайдер штату Аляска. Населення — 25 осіб (2020).

## Географія
Една-Бей розташована за координатами 55°58′32″ пн. ш. 133°41′4″ зх. д. / 55.97556° пн. ш. 133.68444° зх. д. (55.975660, -133.684365).  За даними Бюро перепису населення США в 2010 році місто мало площу 161,17 км², з яких 154,40 км² — суходіл та 6,76 км² — водойми. В 2017 році площа становила 62,71 км², з яких 54,77 км² — суходіл та 7,94 км² — водойми.

## Демографія
Згідно з переписом 2010 року, у переписній місцевості мешкали 42 особи в 18 домогосподарствах у складі 13 родин. Густота населення становила 0 осіб/км².  Було 32 помешкання (0/км²).
Расовий склад населення:
| - 97,6 % — білих - 2,4 % — чорних або афроамериканців |

До двох чи більше рас належало 0,0 %. Частка іспаномовних становила 0,0 % від усіх жителів.
За віковим діапазоном населення розподілялося таким чином: 7,1 % — особи молодші 18 років, 78,6 % — особи у віці 18—64 років, 14,3 % — особи у віці 65 років та старші. Медіана віку мешканця становила 53,0 року. На 100 осіб жіночої статі у переписній місцевості припадало 162,5 чоловіків;  на 100 жінок у віці від 18 років та старших — 143,8 чоловіків також старших 18 років.
Цивільне працевлаштоване населення становило 0 осіб. 